# Frank Wittig
Frank Wittig (* 1964 in Ulm) ist ein selbständiger Wissenschaftsjournalist beim SWR, wo er für Hörfunk (SWR2) und Fernsehen tätig ist. 

## Biografie
Wittig studierte Literaturwissenschaft, Kunstgeschichte und Psychologie an der Universität Mainz. Schon während dieser Zeit war er freier Mitarbeiter bei der Pressestelle der Universität und bei verschiedenen Printmedien wie z. B. das Magazin Spektrum der Wissenschaft. 1995 erfolgte die Promotion über das Motiv der Maschinenmenschen in der Literatur im Kontext von Philosophie, Naturwissenschaft und Technik.
Seit 1996 ist Wittig Autor und Redakteur in der Abteilung Wissenschaft des Südwestrundfunks. Er ist auch langjähriger Lehrbeauftragter für Wissenschaftsjournalismus an der Universität Mainz und der TU Kaiserslautern sowie Moderator von Veranstaltungen im Bereich Technik, Medizin und Biowissenschaften.
Er ist außerdem Autor mehrerer Bücher. Seine medizinkritischen Sachbücher Die weiße Mafia und Krank durch Früherkennung standen 2013 bzw. 2015 auf der Bestsellerliste des Nachrichtenmagazins Der Spiegel.

## Preise und Auszeichnungen
- 1997: Zukunftspreis Rheinland-Pfalz
- 1999: Zukunftspreis Rheinland-Pfalz
- 2007: nano-Preis 3sat[1]
- 2009: Medienpreis des Deutschen Netzwerks Evidenzbasierte Medizin[4]
- 2011: Medienpreis der Gesellschaft für unabhängige Ernährungsberatung[1]

## Publikationen (Auswahl)
- Maschinenmenschen: Zur Geschichte eines literarischen Motivs im Kontext von Philosophie, Naturwissenschaft und Technik. (Epistemata – Würzburger ... Schriften. Reihe Literaturwissenschaft). Verlag Königshausen u. Neumann, Würzburg 1997, ISBN 3-8260-1242-9.
- Die weiße Mafia: Wie Ärzte und die Pharmaindustrie unsere Gesundheit aufs Spiel setzen. Riva, München 2013, ISBN 978-3-86883-271-6.
- Krank durch Früherkennung: Warum Vorsorgeuntersuchungen unserer Gesundheit oft mehr schaden als nutzen. Riva, München 2015, ISBN 978-3-86883-630-1.
- mit Eva Ohlert: Albtraum Pflegeheim: Eine Altenpflegerin gibt Einblick in skandalöse Zustände. Riva, München 2019, ISBN 978-3-7423-1130-6.
- Hightech-Schamanen: Wie Ärzte uns mit wirkungslosen Operationen abkassieren. Riva, München 2021, ISBN 978-3-7423-1607-3.